# Pique Dame (1927)
Pique Dame ist ein deutsches Stummfilmdrama aus dem Jahre 1927 nach der gleichnamigen Novelle von Alexander Puschkin. Unter der Regie von Alexander Rasumny spielen Walter Janssen und Jenny Jugo die Hauptrollen.

## Handlung
Russland, zur Zarenzeit im 19. Jahrhundert. Der junge Ingenieur-Leutnant Hermann befindet sich in ständiger Geldnot. Eines Tages begegnet er einer Wahrsagerin, die ihm prophezeit, dass der große Geldsegen auf ihn warte, nachdem er einer alten Dame begegnet sei. Sein Freund Fürst Tomski erzählt en passant im Club von seiner alten Tante, der Gräfin Tomski. Sie habe, so erfährt Hermann, ihr großes Vermögen durch ein mysteriöses Kartenspiel erworben. Nun will er unbedingt die alte Dame kennen lernen. Einer seiner ersten Versuche, sich der Gräfin zu nähern, führt zu der Bekanntschaft mit Lisa, einer verarmten Verwandten der vermögenden Adeligen, in die er sich rasch verliebt. Beim nächsten Mal versucht Hermann, der alten Dame heimlich über die Schulter zu schauen, um ihr das Kartenspielgeheimnis zu entlocken. Dabei erschrickt sich Gräfin Tomski derart, dass sie tot umfällt.
Fortan wird Hermann von nächtlichen Dämonen heimgesucht. Von schlechtem Gewissen geplagt, sieht er ständig wie als ewige Mahnung die tote Alte vor seinem geistigen Auge. Doch diese macht ihm keine Vorwürfe. Vielmehr verrät sie Hermann ihr Geheimnis: um sein Ziel zu erreichen, müsse er bei seinem nächsten Clubbesuch die ersten drei Spiele gewinnen. Dazu müsse er erst auf die Drei, dann auf die Sieben und schließlich auf das Ass setzen. In der ersten Nacht hat Hermann Erfolg. Er setzt auf die Drei. Auch die zweite Nacht bringt ihm Glück, diesmal mit der angekündigten Sieben. Siegesgewiss baut er am dritten Abend auf sein Ass, das tatsächlich ebenfalls gewinnt. Hermann glaubt sich einer Zukunft mit Lisa sicher, doch als er sein Ass zeigen will, ist es zu seiner größten Überraschung die Pique Dame.
Hermann steht unter Schock, er kann diesen Zwischenfall nicht glauben. Er hat doch mit eigenen Augen das Ass gesehen! Hermann ist zutiefst davon überzeugt, dass sich die tote Gräfin aus dem Jenseits an ihm, der Schuld an ihrem Herztod trägt, rächen will. Er hat in seiner Siegeszuversicht alles gesetzt, und nun ist sein gesamtes Vermögen mit einer einzigen Spielkarte verloren. Der Schock sitzt derart tief, dass er zur Waffe greift, um seinem Leben ein Ende zu setzen. Da rettet ihn jedoch im letzten Augenblick das gütige Schicksal: Lisa entreißt ihm den Revolver und „Liebe und die Melodie der Arbeit sind es, die ihn zum Leben zurückrufen.“

## Produktionsnotizen
Pique Dame entstand im März und April 1927 in Berlins Phoebus-Film-Atelier, passierte am 7. Juli desselben Jahres die Filmzensur und wurde am 19. August 1927 im Berliner Marmorhaus uraufgeführt. Die Länge des mit Jugendverbot belegten Sechsakters, der in Details von der Romanvorlage abweicht, betrug 2426 Meter.
Eugen Kürschner übernahm die Produktionsleitung, die Filmbauten stammten von Franz Schroedter.

## Kritiken
Die Österreichische Film-Zeitung befand: „Gewiß ein großer Stoff, der noch dazu in die Hände eines Milieuregisseurs von Meriten geriet. Rasumny ist wundervoll in der Kleinmalerei. Das Spiel der Hände, die Sprache der Maschinen, Räume und Linien, die Kunst der Andeutung beherrscht er bis zum Letzten. Aber psychologische Entwicklungen mag er nicht immer glaubhaft zu gestalten. Sein bester Helfer war der Architekt Schroedter, der die Sprache der Maschinen ebenso wie die Sprache der Flächen, der Kombination von Licht und Schatten beherrscht. In der Darstellung überragte Alexandra Schmidt [sic!], die ein Kabinettstück verbissenen, verbitterten Alters gab. Rudolf Forster war ein Spieler von Passion.“
Das Kino-Journal schrieb: „Regie und Aufmachung dieses Filmes sind sehr gut, gespielt wird mit voller Hingabe ...“